# NGC 3203
NGC 3203 је лентикуларна галаксија у сазвежђу Хидра која се налази на NGC листи објеката дубоког неба.
Деклинација објекта је - 26° 41' 56" а ректасцензија 10h 19m 33,6s. Привидна величина (магнитуда) објекта NGC 3203 износи 12,2 а фотографска магнитуда 13,1. Налази се на удаљености од 32,6000 милиона парсека од Сунца. NGC 3203 је још познат и под ознакама ESO 500-24, MCG -4-25-2, PGC 30177.